# Luísa da Toscana
Luísa Antonieta Maria Teresa Josefa Joana Leopoldina Carolina Fernanda Alice Ernestina de Habsburgo-Toscana (em alemão: Luise Antonia Maria Theresia Josepha Johanna Leopoldine Karolina Ferdinande Alice Ernestina von Österreich-Toskana; Salzburgo, 2 de dezembro de 1870 — Bruxelas, 23 de março de 1947), foi uma filha do arquiduque Fernando IV da Toscana e da sua segunda esposa, a princesa Alice de Bourbon-Parma, sendo assim uma trisneta do rei Carlos X de França.

## Primeiros anos

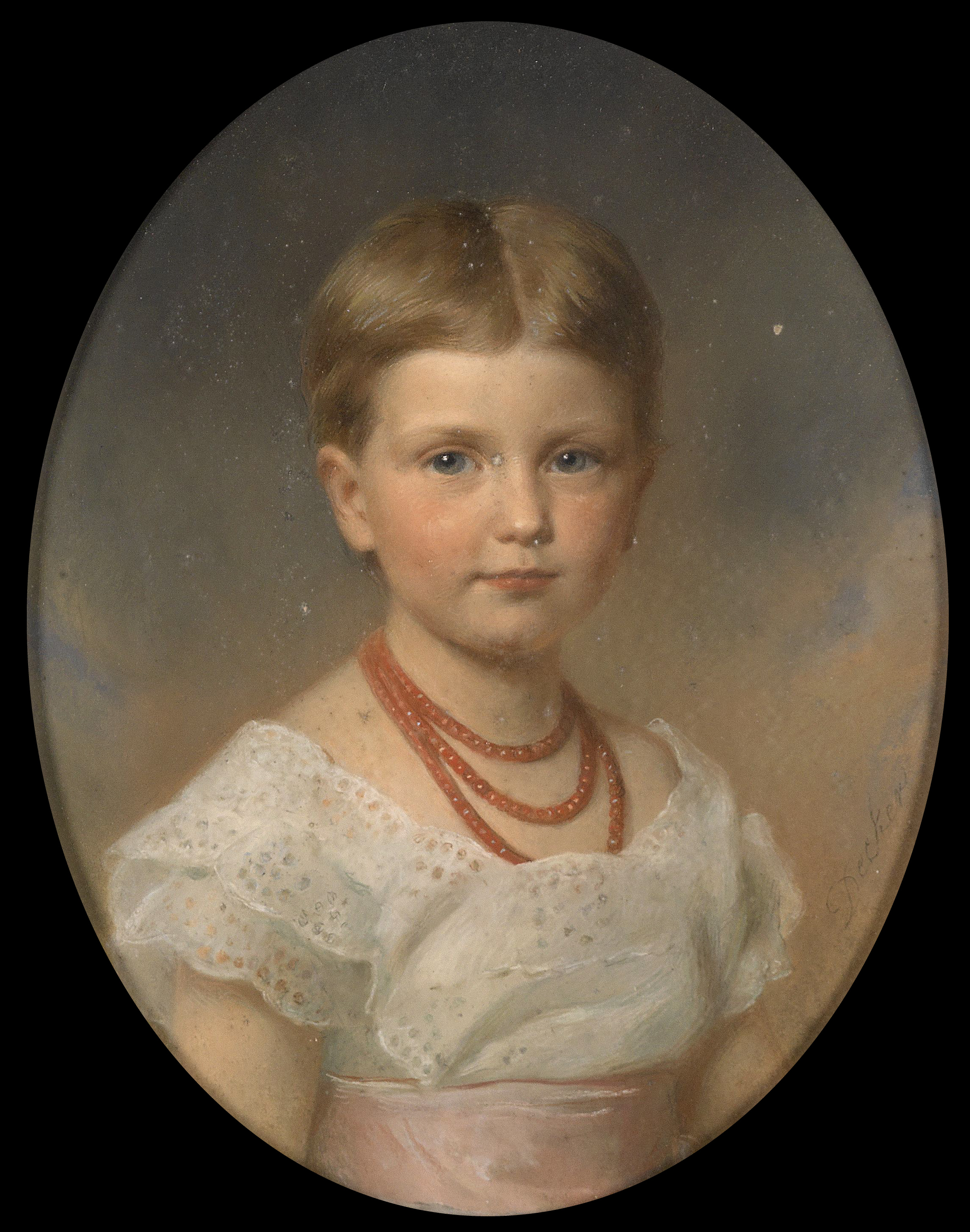
Retrato de 1875 por Georg Decker.

Aos vinte e um anos de idade, a princesa Luísa da Toscana era considerada um excelente partido de casamento, apesar de o seu pai ter perdido o ducado várias décadas antes durante a unificação do rei da Itália. Tinha sangue Habsburgo, cabelo louro escuro e uns bonitos olhos castanhos além de uma figura magra e delineada e uma personalidade alegre. Apesar de não ser uma grande beldade, a princesa foi cortejada por vários príncipe, mas de todos eles o seu preferido era o atraente príncipe Frederico Augusto da Saxónia de vinte e seis anos que era alto, louro e tinha olhos azuis.
Em público, Luísa dava a impressão de ser uma jovem modesta, mas em privado revelava estar extremamente descontente com a sua posição.
Os pais de Luísa, que tinham caído irrevogavelmente do poder e se encontravam numa posição medíocre em relação a outras casas reais europeias, ficaram muito satisfeitos com a ideia que a sua filha se poderia vir a tornar rainha da Saxónia e pressionaram a filha a aceitar a corte do príncipe. Iludida pela sua beleza e encanto, Luísa acabou por ceder, mas arrependeu-se quase imediatamente. "Pela primeira vez na vida, senti aquela horrível sensação de estar encurralada, algo que viria a sentir muitas vezes a partir de então," escreveu ela, "e chorei amarguradamente quando comparei a minha posição à de outras jovens que não eram, pensava eu, atiradas para o matrimónio e tinham a possibilidade de escolher um marido, ao contrário de uma princesa pobre."

## Casamento e vida na Saxónia
Luísa casou-se com o príncipe Frederico Augusto da Saxónia no dia 21 de novembro de 1891 em Viena.
Chegou a Dresden não como rainha, mas sim como princesa. Na verdade, o seu marido ainda não era sequer príncipe-herdeiro. O rei ainda era o tio dele, Alberto que, sem filhos, seria sucedido pelo pai de Frederico, Jorge, e só depois chegaria a sua vez. Até lá, Luísa estava à mercê do seu sogro e do irmão dele.
Os sogros de Luísa (o príncipe Jorge e a princesa Ana Maria) eram severos, não tinham qualquer sentido de humor e eram extremamente críticos. Os cortesãos faziam-lhes reverência e tratavam-nos com toda a atenção para depois espiar e conspirar contra vários membros da família real. Grande parte dos criados eram espiões, pagos por um lado ou outro, que roubavam cartas atiradas ao lixo, ouviam atrás das portas e espreitavam pelas fechaduras.

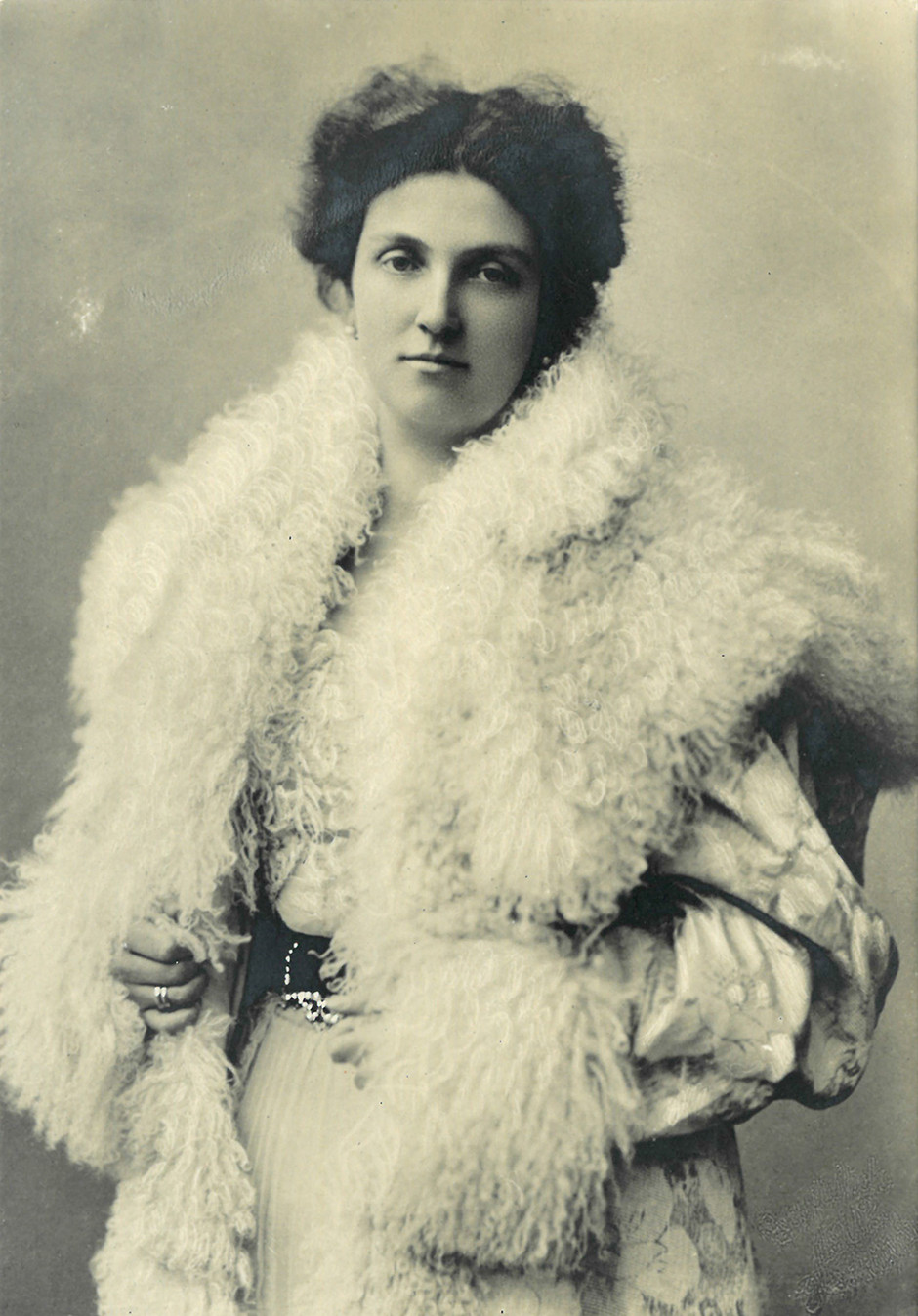
Luísa.

Para grande desalento dos seus sogros, Luísa tornou-se muito popular na Saxónia. As mulheres copiavam religiosamente a sua forma de vestir, sempre que a família real aparecia em público nas suas carruagens, era a da princesa que atraía mais atenção. Luísa nunca deixava de colocar a sua cabeça de fora e acenar ao publico que a esperava ou então mostrar um dos seus filhos à multidão. O seu sogro, que nunca foi popular, começou a ganhar cada vez mais ciumes. "Que grande coisa fazes da tua popularidade, Luísa," costumava ele dizer.
Apesar de ter tido uma infância feliz num berço real, Luísa era extremamente infeliz no palácio. O seu sogro implicava com ela todos os dias, com insinuações, insultos e retirando-lhe certos privilégios. Em troca, Luísa tinha ataques de raiva violentos. Temendo a fúria do seu pai, o príncipe Frederico Augusto nunca defendeu a sua esposa. Sendo tempestuosa, arrojada e volátil, Luísa teve coragem de enfrentar muitas vezes o seu sogro, mas fê-lo sozinha.
No final da década de 1890, a sua amargura pela vida no palácio e a tristeza pela fraqueza do marido levaram-na a namoriscar com outros homens, algo a que ela chamou de "amizades inocentes" na sua autobiografia. Contudo, os eventos que se seguiram provam que essas amizades podem ter sido muito mais do que isso.
Em 1902, o rei Alberto morreu e o sogro de Luísa subiu ao trono. Sabendo que a sua saúde era fraca e que não tinha muito tempo de vida, Jorge não estava preparado para ver Luísa tornar-se rainha, por isso jurou que se iria ver livre dela antes de dar o seu último fôlego. A princesa estava na altura demasiado ocupada com os seus ataques de fúria e casos amorosos. Em Novembro de 1902, um criado do palácio informou-a de que a sua relação com o tutor dos filhos, Monsieur Giron, já tinha sido notada na corte. O tutor demitiu-se imediatamente e deixou o país. Pouco depois, segundo Luísa, o rei informou-a de que tinha a intenção de a internar num asilo para impedir que se tornasse rainha após a sua morte.
Na noite de 9 de dezembro desse ano, com a ajuda do irmão, Luísa fugiu da Saxónia sem os filhos. É provável que não tivesse tomado tal decisão se soubesse que estava grávida da sua filha mais nova, Ana Pia. Luísa não sabia se a bebé era filha de Monsieur Giron ou de outro amante e a criança passou o resto da vida a ser questionada sobre as circunstâncias do seu nascimento. Luísa procurou primeiro refúgio junto dos seus pais em Salzburgo, mas eles recusaram recebê-la, por isso foi depois para a Suíça onde se reencontrou com o seu amante, Monsieur Giron.

## Vida no exílio
A família real da Saxónia ficou aliviada com o desaparecimento de Luísa, mas a população ficou furiosa e mostrou-se contra a atitude da família real, apoiando completamente a princesa. A imprensa teve um dia em cheio, os políticos afirmavam que a queda da família real era certa. Em troca, o rei Jorge pagou a alguns jornalistas para que insinuassem nos seus artigos que a princesa tinha enlouquecido. Depois declarou imediatamente o divórcio do seu filho e Luísa.
Pouco depois, o seu amante Giron deixou-a. Talvez não tivesse aguentado o escândalo ou os ataques emocionais de Luísa. A ex-princesa viu-se então sem dinheiro, exilada, sozinha e emocionalmente esgotada. Ironicamente, internou-se num asilo durante vários meses. Em Maio de 1903 deu à luz a sua filha mais nova.
Luísa ficou surpreendida quando Frederico Augusto assumiu a paternidade de Ana Pia, visto que ainda em Agosto de 1902, o príncipe tinha visitado as cortes de Berlim, Viena e Munique sem ela. Um homem que punha o dever acima de tudo e que tinha a sua honra, Frederico não queria envergonhar o seu país nem os seus filhos admitindo que a sua esposa tinha gerado um bastardo com um plebeu. Todos os anos pedia a Luísa que lhe entregasse a filha e todos os anos ela recusava, mesmo depois de o seu ex-marido se tornar rei em 1904.
Finalmente, em 1906, Luísa compreendeu que a sua filha teria um futuro muito melhor como princesa da Saxónia do que como a filha ilegítima de uma mulher sem meios de subsistência, por isso desistiu dela. Frederico Augusto educou a criança como se fosse sua. Dada a incerteza do divórcio (o imperador Francisco José nunca o reconheceu), Frederico nunca se casou. Tornou-se um rei popular, gentil, se bem que pouco inteligente, e foi muito amado pelo seu povo.

## Segundo casamento
A 25 de setembro de 1907, Luísa casou-se com o músico italiano Enrico Toselli em Londres. O casal teve um filho, Carlo Emanuele Toselli. Apesar de ter culpado a vida no palácio pelo fim do seu primeiro casamento, a verdade é que também nunca esteve em paz nem foi feliz com a sua vida junto de um plebeu a viver num apartamento sem condições. O casal divorciou-se cinco anos depois e, mais uma vez, Luísa abandonou o seu filho.
Foi só depois do seu segundo casamento que o imperador Francisco José lhe tirou todos os títulos. O seu pai fez dela condessa de Montignoso na qualidade de antigo soberano do grão-ducado da Toscana. Luísa tinha já tentado regressar a Dresden, mas os ministros do seu marido impediram-na de ver os filhos. Pôde vê-los mais tarde durante uma visita privada à embaixada da Saxónia. Nenhum deles mostrou rancor pela mãe nas suas autobiografias.

## Últimos Anos

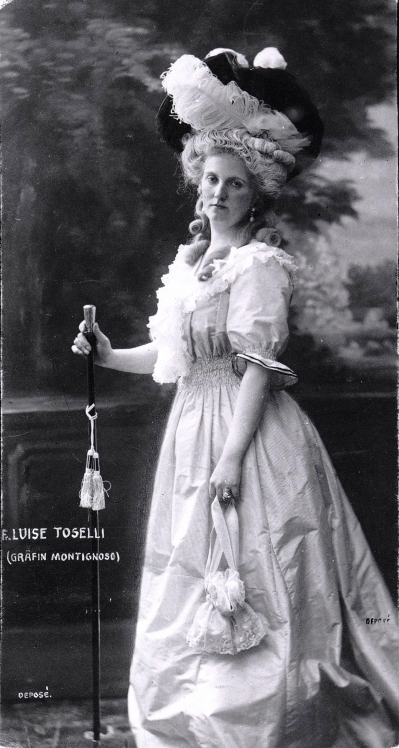
Luísa como Maria Antonieta.

Em 1911, Luísa quebrou o silêncio e publicou uma autobiografia onde culpava o seu falecido sogro e os políticos da Saxónia (que, segundo ela, temiam que quando ela chegasse ao trono, influenciasse o marido para os dispensar), pela sua desgraça. Ao longo do livro, afirma que a sua popularidade era maior do que a do sogro e a do marido, o futuro rei e existem provas que mostram isso mesmo. Luísa disse que a sua popularidade a tinha isolado do resto da família real e dos políticos e era verdade que o tio do seu marido tinha gostado muito dela. Luísa atribuiu a sua popularidade ao facto de ter ignorado a etiqueta da corte da Saxónia e, talvez, por se ter feito de vítima, tendo-se comparado à sua antepassada Maria Antonieta que também não gostava dos rituais da corte de Versalhes e, tal como Luísa, tinha evitado o contacto com cortesãos que apenas seguiam as regras para afirmar a sua posição na corte. Afirmou também ter sido maltratada pela sua cunhada Matilde.

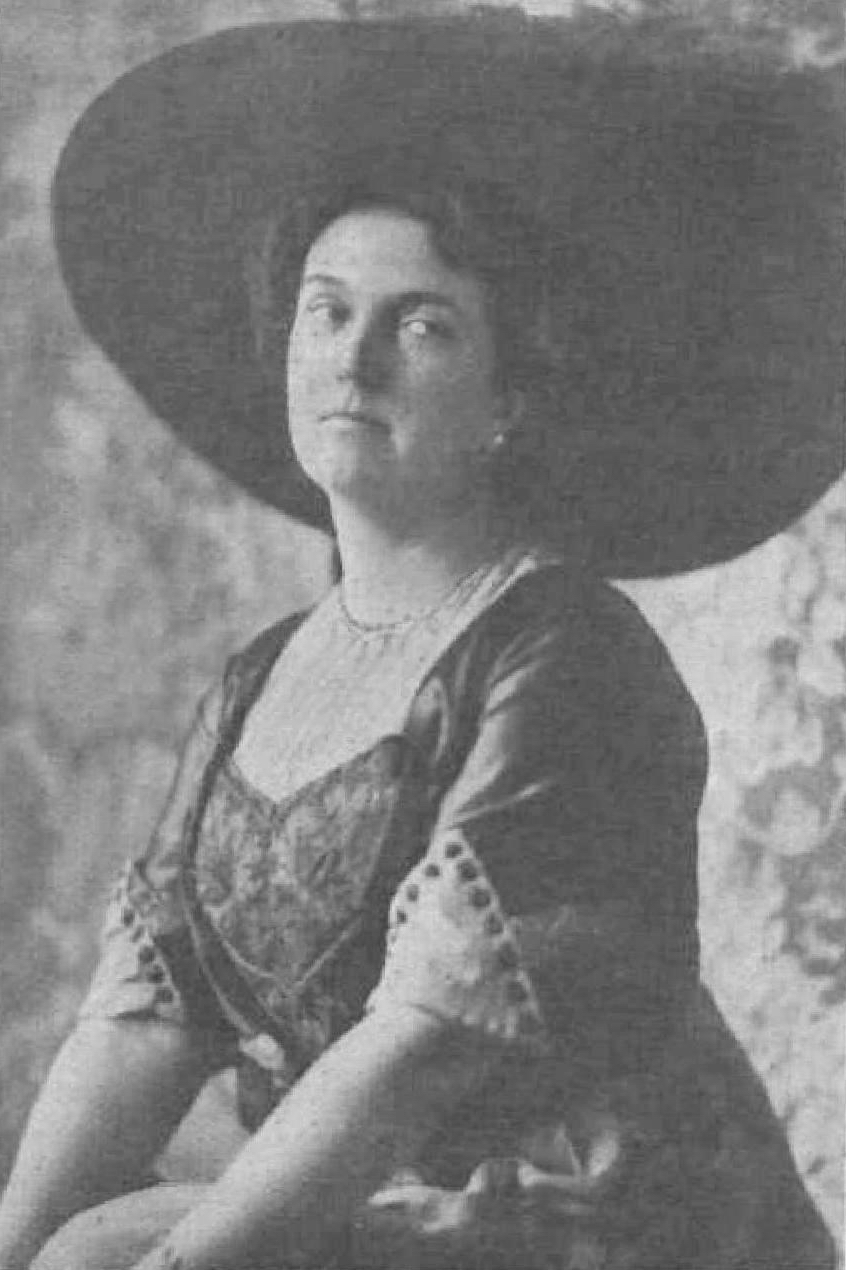
A princesa em 1911.

Após a queda da monarquia dos Habsburgo em 1918, Luísa passou a chamar-se “Comtesse d’Ysette”, um título que tinha ainda menos importância do que o que o seu pai lhe tinha atribuído. O seu primeiro marido continuou a acreditar que, aos olhos da igreja católica, o seu casamento ainda era válido, por isso nunca se voltou a casar.
Luísa morreu em Bruxelas e foi enterrada na Igreja de Erdlinge em Sigmaringen. Vários dos seus filhos também se encontram enterrados nesta igreja, incluindo o príncipe Ernesto Henrique.

## Descendência
- Jorge, Príncipe-Herdeiro da Saxónia (15 de janeiro de 1893 – 14 de maio de 1943), tornou-se padre, renunciando aos seus direitos de sucessão ao trono da Saxónia em 1923.
- Frederico Cristiano, Marquês de Meissen (31 de dezembro de 1893 – 9 de agosto de 1968), marquês de Meissen; casou-se com a princesa Isabel Helena de Thurn e Taxis; com descendência.
- Ernesto Henrique da Saxónia (9 de Dezembro de 1896 – 14 de junho de 1971), casado primeiro com a princesa Sofia do Luxemburgo; com descendência. Casou-se depois com Virginia Dulon; sem descendência.
- Maria Alice Carola da Saxónia (nascida e morta a 22 de agosto de 1898).
- Margarida Carolina da Saxónia (24 de janeiro de 1900 – 16 de outubro de 1962), casada com o príncipe Frederico de Hohenzollern; com descendência.
- Maria Alice da Saxónia (27 de setembro de 1901 – 11 de dezembro de 1990), casada com o príncipe Francisco José de Hohenzollern-Emden; com descendência.
- Ana da Saxônia (4 de maio de 1903 – 8 de fevereiro de 1976), casada primeiro com o arquiduque José Francisco da Áustria; com descendência. Casada depois com Reginald Kazanjian; sem descendência.